# River Irthing
Der River Irthing ist ein Fluss in Nordengland. Er entsteht aus dem Zusammenfluss von Tarn Beck und Gair Burn am westlichen Rand der Cheviot Hills (ca. 490 m ASL) an der Grenze von Northumberland und Cumbria. Er beginnt seinen Lauf in östlicher Richtung bis zum Whitehill an dessen Südseite er eine südliche Richtung einschlägt. Er fließt zunächst auf der Ostseite des Gavelock Hill, wendet sich aber an dessen Südseite in einer zunächst generell südwestlichen später in direkt südlichen Richtung. Er nähert sich von Norden an den Ort Gilsland, an dem er seine Richtung nach Westen ändert. Er mündet in der Nähe der Stadt Carlisle in den Fluss Eden. Seine Länge beträgt 55 km. Nach etwa 1/3 seiner Länge durchquert er bei Gilsland den römischen Hadrianswall.
Der Irthing ist ein flacher Fluss, der nach Regenfällen leicht über die Ufer tritt. Der erste Flussabschnitt bildet teilweise die Grenze des Northumberland-Nationalparks wie auch die Grenze von Northumberland und Cumbria. Beim Erreichen des Ortes Gilsland fließt er von Northumberland nach Cumbria. Im Irthing findet man Lachse und Forellen. Der Ort Irthington wurde nach dem Fluss benannt.